# 1999 en astronomie
Cet article présente les évènements qui se sont produits pendant l'année 1999 dans le domaine de l'astronomie.
| Années de l'astronomie : 1996 - 1997 - 1998 - 1999 - 2000 - 2001 - 2002    |
| Décennies de l'astronomie : 1960 - 1970 - 1980 - 1990 - 2000 - 2010 - 2020 |

## Événements

### Janvier
- 6 janvier : découverte de jets de matière supraluminiques, expulsés de la galaxie Messier 87[1].

### Juillet
- 18 juillet : découverte de Prospero, Setebos et Stephano, des satellites naturels d'Uranus.

### Août
- 9 août : découverte de (86048) Saint-Tropez.
- 11 août : dernière éclipse solaire totale du millénaire, passant en Europe et en Asie (maximum : 2 min 23 s).

## Prix
- Prix Jules-Janssen : Pierre Léna
- Médaille Bruce : Geoffrey Burbidge